# Bisfenol A
Bisfenol A, även kallat 4,4'-dihydroxi-2,2-difenylpropyl och BPA, är en av världens vanligaste plastkemikalier. Bisfenol A är en organisk förening bestående av två fenylgrupper bundna till en propyl-kedja. Det är ett hormonstörande ämne som dock inte ansamlas i kroppen, men som genom ständig exponering kan leda till förhöjda nivåer hos människan.

## Användning
Bisfenol A används framför allt vid framställning av polykarbonat och epoxiplaster, men även som så kallade hårdgörare i andra plaster. Används ofta i produkter som sägs vara av "oförstörbar plast".
Bisfenol A finns i hårdplast av polyester, polykarbonat, epoxiharts. Finns i bland annat konservburkar, plastburkar, plastmuggar, tandproteser, tätningsmedel, returflaskor och rör som används i byggbranschen. För tio år sedan förbjöd EU användning av bisfenol A i nappflaskor och i barnmatsburkar. Det finns polyester som är helt fri från Bisfenol A. Till exempel omättad polyester baserad på isoftalsyra, maleinsyraanhydrid och glykol.[källa behövs]
I Sverige förbereds ett förbud av Kemikalieinspektionen och Livsmedelsverket mot bisfenol A i nappflaskor och vissa andra plastprodukter.

## Framställning
Bisfenol A framställs genom syrakatalyserad kondensation av fenol C6H5OH och aceton (CH3)2CO.

## Säkerhet
Bisfenol A (BPA) liknar kroppens egna hormon och kan därför påverka det endokrina systemet, genom att verka som xenoöstrogen. Man har tidigare konstaterat att BPA i höga doser stör människors fortplantningsförmåga. En studie på kvinnor med polycystiskt ovariesyndrom (PCOS) och fetma har visat samband mellan mängden BPA och förhöjda värden androgener, däribland testosteron och dihydrotestosteron. En annan studie på män, samt på kvinnor med och utan PCOS, visade samma samband mellan mängden BPA och androgener. Sambandet tycks bero på att BPA förändrar metabolismen av androgener. Fler studier har visat samma samband mellan höga värden BPA, PCOS och höga värden androgener. BPA är känt som antagonist till tyroidhormoner och i många fall också till testosteron, men uttrycken av hormoner tycks också vara olika för olika vävnader. På pojkar tycks det å andra sidan ha motsatt effekt på testosteronnivåerna. Studier på möss har visat att den imiterar östrogen genom att öka uttrycket på prolaktin, varigenom den torde ha neuroendokrin verkan.
Icke önskvärda östrogeneffekter visades i en studie på råtta redan 1938 och många fler liknande studier har sedan dess utförts. Det är främst dess östrogena verkan som iakttagits ifråga om hälsorisker. Det har visat sig vid djurförsök öka risken för fetma och cancer, och hos människa korrelera med missfall, hjärt- och kärlsjukdomar och diabetes.
Det hormonstörande ämnet kan läcka ut ur plasten och tas upp av kroppen. BPA ackumuleras inte i kroppen utan utsöndras med urin. Trots detta påträffas regelmässigt och kontinuerligt höga nivåer BPA i blod- och urinprov världen över, eftersom användningen av BPA är så utbredd.
Livsmedelsverket publicerade i januari 2014 en undersökning av BPA i blodet hos förstagångsmammor som visade på så låga halter att det inte bedömdes föreligga risk för moder eller foster. I publikationen ifrågasattes tidigare uppmätta höga halter. Livsmedelsverket kritiserades sedan av forskare i medicin med hänvisning till att Livsmedelsverkets slutsatser stred mot riskbedömningar som andra myndigheter gjort.
EFSA gjorde 2023 en ny riskvärdering som visar att alla åldersgrupper får i sig för mycket BPA. Lacken i konservburkar anses stå för en stor del av det som kommer via maten,, och maten är också den största källan. EU-kommissionen arbetar på ett förbud mot flera hälsoskadliga bisfenoler i material som kommer i kontakt med livsmedel.

## Förekomst i samhället

### Upphettning av förvaringskärl
Det är idag känt att Bisfenol A frigörs när plasten upphettas till exempel när en vällingflaska värms i mikrovågsugn.

### Nappflaskor
Den 10 maj 2010 aviserade miljöminister Andreas Carlgren att Sverige kommer att förbjuda kemikalien i nappflaskor inom 1 år ifall EU inte inför förbud. Förbud har redan införts i Kanada, Danmark, och i flera delstater i USA. Ämnet ingår i produkter som till exempel nappflaskor, konservburkar, plastburkar, plastmuggar, tandproteser, tätningsmedel och returflaskor.
2010-11-25 EU-kommissionen meddelar att Bisfenol A förbjuds i nappflaskor från och med 1 juni 2011.

### Dentala material
Vissa, men inte alla resinbaserade dentala material, inklusive fyllnings- och fissurförseglingsmaterial samt artiklar av polykarbonat har visat innehålla och frisätta BPA hos människor. I en systematisk litteraturgenomgång från 2015 gjorde av SBU fann man inga studier som påvisade negativa hälsorelaterade effekter orsakade av BPA från resinbaserade dentala material. De största mängderna BPA frisattes under första dygnet vid nyhärdade dentala material.

### Kassakvitton
Under augusti 2010 rapporterades att det fanns höga nivåer av Bisfenol A i 8 av 10 kassakvitton samt i lock till barnmatsburkar. I en undersökning visade sig 11 av 13 utskriftspapper för termoskrivare som används för kvitton innehålla 8–17 g/kg Bisfenol A (BPA). När torra fingrar kom i kontakt med kvittot överfördes ungefär 1 μg BPA (0,2–6 μg) till pekfingret och långfingret. Vid våta eller feta fingrar överfördes ungefär 10 gånger mer. Extraktion av BPA från fingrarna var möjlig upp till 2 timmar efter exponering.
Jegreliusinstitutet har genomfört en svensk studie, ledd av miljökemisten Tomas Östberg. Sådant som till exempel kölappar, parkeringskvitton och tågbiljetter innehåller i snitt 1,5 procent bisfenol, cirka 1 000 gånger mer än i nappflaskor av polykarbonat. Plånboksfodret innehåller cirka 10 procent av halten i kvitton. Sedlar innehåller 1 000 gånger lägre halt än kvitton. Bisfenol A lossnar mycket lätt och kassapersonal beräknas ta upp 71 mikrogram bisfenol via kvitton per dag. Forskarrapporterna under sommaren 2010 fick Handelsanställdas förbund att kräva av Arbetsmiljöverket och Svensk handel att dessa skulle agera. Axfood, Coop och Ica lovade för sin del att byta till bisfenolfria kassakvitton. 

### Konservmat
Under två dagar 2012 provade fyra reportrar för SvD att äta frukost av till exempel vita bönor med bacon, sardiner i tomatsås, räkröra, bönsallad, serverat på plasttallrik i polykarbonat med mikrovågsugnsvärmt kaffe eller te i plastmugg, ananas-, mango-, grapejuice, eller läsk. Lunch har bestått av tonfisksallad med konserverade ingredienser eller ravioli, kycklingsoppa, oliver, tonfisk, gröna bönor, majs, tonfisk i thaisås, Thaigrönsaker, kokosmjölk, wokgrönsaker, läsk. Glass gjord på kondenserad mjölk. Som efterrätt har konserverad frukt som till exempel ananasringar, glass på kondenserad mjölk, några öl- eller läsk som dryck intagits.
Detta för att avgöra huruvida den epoxibeläggning som finns på konservburkarnas insidor läcker hormonpåverkande kemikalier till maten. Konserver har hittills undantagits från åtgärder mot kemikalien.
Resultatet visade på en ökning av Bisfenol A på mellan 28 och 46 gånger. Professor Bo Jönsson vid Lunds universitets medicinska fakultet, avdelningen för Arbets- och miljömedicin tolkar resultatet som att konservmat är en stor källa till Bisfenol A.
Stickprov i Sverige har visat att Bisfenol A halten normalt sett ligger på cirka 3 nanogram per milliliter i urin. En studie på 323 personer i norra Sverige visade som högst på 66 ng/ml medan en av reportrarna i SvD:s studie uppmättes till 86 ng/ml. Halveringstiden för Bisfenol A på 6 timmar gör att försök blir komplicerat att mäta.
I Japan har epoxibeläggning i stort sett ersatts av PET film på grund av oro över hälsorisker.

### Vattenledningsrör
Renovering av vattenledningar kan ske på många olika sätt. De mest frekvent använda metoderna involverar installation av en fabrikstillverkad ledning av något material, ofta rör av polyetenplast (PE), vilket då inte involverar bisfenol A i tillverkning eller i utförande. Härdplaster så som epoxi har använts till renovering av vattenledningar i en viss utsträckning i Sverige. Beläggning med epoxi har främst skett i vattenservisledningar (den ledning som förbinder distributionsledningen till enskilda brukare) samt inom fastighet.
Kemikalieinspektionen har hittat mätbara halter av Bisfenol A i vissa av de dricksvattenledningar som har renoverats med epoxibeläggning i Sverige.
Sedan den 1 september 2016 är det förbjudet i Sverige att renovera en tappvattenledning med tvåkomponentsepoxi som innehåller bisfenol A eller bisfenol A-diglycidyleter.